# Balduin al II-lea al Ierusalimului
Balduin al II-lea al Ierusalimului, anterior Balduin al II-lea al Edessei (n. aprox. 1060 - d. 21 august 1131), cunoscut de asemenea ca Balduin de Bourcq, Balduin de Rethel. A fost al doilea conte de Edessa (1100 - 1118) și al treilea rege al Ierusalimului (1118 - 1131).

## Domnie
În 1118, după moartea lui Balduin de Boulogne, conform succesiunii, coroana de Ierusalim trebuia sǎ-i revinǎ fratelui său mai mare, Eustațiu. Însǎ, Eustațiu era în Franța, prea departe de orașul sfânt și, din aceastǎ cauzǎ, Josselin de Courtenay a insistat ca noul rege sǎ fie ales Balduin de Bourcq. Încoronarea lui Balduin a avut loc în duminica Paștelui pe 14 aprilie 1118, în Biserica Nașterii Domnului din Betleem. Curând, regatul a fost supus unui atac dublu al musulmanilor. Din Siria, regatul a fost atacat de selgiucizi și din Egipt de fatimizi. Cu toate acestea, Balduin a fost în stare fără vreo luptă sǎ-i elimine pe musulmani de pe teritoriile lui.
În 1119 musulmanii au continuat ofensiva, de aceastǎ datǎ încalcă granițele principatului Antiohiei. Balduin cu întăriri se îndreptǎ în nord, însǎ regentul Antiohiei Roger de Salerno, nu a așteptat ajutorul și a trimis o armată înaintea musulmanilor. Ca urmare armata creștinilor a fost învinsă de emirul de Alep, Il-Ghazi și însuși Roger în timpul bătăliei sângeroase, a fost ucis de o lovitura de sabie în față. Balduin al II-lea a fost înaintea lui Il-Ghazi, și primul a venit în Antiohia, și în vara aceluiași an, cu Pons, contele de Tripoli, i-au forțat pe musulmani sǎ se retragǎ.
Pânǎ la acel moment în regat au apǎrut primele două ordine militare. În 1113 a fost fondat Ordinul Ospitalierilor - o frăție religioasă, conceput inițial pentru a ajuta pelerinii săraci și bolnavi de la spitalul Sf. Ioan cel Milostiv, în Ierusalim. În 1118 a fost fondat Ordinul Templierilor, iar doi ani mai târziu, Ordinul Ospitalierilor a fost reorganizat și a devenit un ordin militar-monastic. La 16 ianuarie 1120, Balduin și Patriarhul Ierusalimului au convocat un sinod în Nablus, aici au fost aprobate primele legi scrise ale regatului.
În 1122 Josselin de Courtenay, care dupǎ coronarea lui Balduin la Ierusalimului a devenit conte de Edessa, a fost capturat de selgiucizi. Pentru a asigura siguranța Edessei, Balduin s-a deplasat în nord, unde a controlat siguranța hotarelor, și a fost de asemenea, capturat. Regent de Ierusalim, în absența regelui a fost numit Eustațiu Grenier, care pe 29 mai 1123 a reflectat cu succes un atac al fatimizilor. În 1124 Balduin a fost eliberat.
În 1125 armata unitǎ a Ierusalimului, Tripoli și a Edessei a dat selgiucizilor o luptă în apropiere de Azaz, oraș în nordul Siriei. În ciuda faptului că armata lui Burzuki, emirul de Mosul, o depășea cu mult pe cea a cruciaților, europenii au fost victorioși, datorită căruia statele creștine din orient au putut restabili parțial influența în regiune, pierdută în 1119. În 1128 Alep și Mosul s-au reunit sub conducerea emirului Zengi. Dându-și seama că acum cucerirea acestui oraș a devenit imposibilă, Balduin în 1129 a chemat sub steagul său pe templieri cu care a asediat Damascul, însǎ nu a reușit.